# Gare de La Reid
La gare de La Reid est une ancienne gare ferroviaire de la ligne 44, de Pepinster à Spa et Stavelot située à proximité de La Reid, sur le territoire de la commune belge de Theux, dans la Province de Liège en Région wallonne.

## Situation ferroviaire
Établie à 197 mètres d'altitude, la gare de La Reid était située au point kilométrique (PK) 7,4 de la ligne 44, de Pepinster à Spa et Stavelot entre la halte de Franchimont (ouverte aux voyageurs) et celle (fermée) de Marteau.

## Historique
La ligne de Pepinster à Spa, alors en impasse à Spa, est mise en service en 1854-1855 par la Compagnie du chemin de fer de Pepinster à Spa. Son prolongement vers Stavelot, Gouvy et le Luxembourg (via Trois-Ponts) a lieu en 1867 après un rachat de la compagnie par les Chemins de fer de l'Est qui exploite déjà les trains des Chemins de fer Guillaume-Luxembourg. Une station, alors le terminus provisoire de la ligne, est déjà présente à La Reid en novembre 1854 mais elle est alors seulement ouverte au trafic des marchandises. La ligne est prolongée de La Reid à Spa en février 1855.
La Reid se retrouve ainsi placée sur la ligne de chemin de fer de la jonction Grand Ducale qui offrira brièvement un débouché jusqu'à la région liégeoise aux Chemins de fer de l'Est, une importante compagnie française. Ces derniers perdent toutefois leur réseau d'Alsace et de Lorraine après l'annexion de cette partie de la France par les Allemands ; le réseau Guillaume-Luxembourg passe sous le giron des chemins de fer d'Alsace-Lorraine (désormais une administration allemande) tandis que la concession de la jonction grand-ducale en territoire belge est rachetée.
L'emplacement originel de la gare de La Reid se situait plus au nord, là où la voie ferrée effectue un virage entre deux ponts sur le Wayai,. Une route avec un passage à niveau existent toujours à cet endroit mais rien ne subsiste de cette première gare dont aucune illustration n'est connue. Son bâtiment était dépourvu d'habitation pour le chef de gare. Une demande en vue de l’acquisition de terrains pour l'établissement d'une nouvelle gare est émise en 1906.
La gare prend son emplacement actuel après 1903, lorsque la ligne est mise à double voie ; malgré cela, plusieurs cartes du XXe siècle mentionnent encore à tort l'emplacement d'origine. Deux cartes postales anciennes représentent le nouveau bâtiment "État belge" faisant face à l'hôtel de Spa avec un large pont sur le Wayai menant à la place de la gare. La cour à marchandises est agrandie vers 1911 afin de charger sur des wagons le bois des exploitations forestières. Une fibrerie et une platinerie feront partie des autres industries servies par la gare.
Le trafic des voyageurs n'a jamais été fort important, la gare se situant à plus de 3,5 km du village de La Reid et ses abords sont peu densément peuplés. L'ouverture des points d'arrêts de Franchimont et Marteau, de part et d'autre de la gare, a lieu en 1891, enlevant des voyageurs qui dépendaient jusque là de la gare de La Reid. À l'inverse, la station de La Reid est rétrogradée au rang de halte. Franchimont, La Reid et Marteau ferment au changement d'horaire de juin 1957 mais rouvrent la même année. En 1963, la salle des guichets ferme mais la salle d'attente est maintenue, les appartements du chef de gare deviennent une habitation louée à un particulier mais le bâtiment sera démoli dans les années 70.
Le nombre de voyageurs à La Reid étant insuffisant, elle ferme définitivement le 27 mai 1979 tandis que la halte de Marteau se maintient jusqu'au 3 juin 1984.

## Patrimoine ferroviaire
Démoli en 1975, avant la désaffection de l'arrêt par les trains de voyageurs, le bâtiment des recettes correspondait au plan type 1895 des Chemins de fer de l'État belge avec l'aile des voyageurs disposée sur la gauche et l'aile de service sur la droite.
Le seul vestige de cette gare est la place pavée et le pont menant à la gare démolie, lequel a également conservé son pavage ancien.
L'aspect du bâtiment d'origine est inconnu ; le plan parcellaire représente un édifice plus petit qu'à Theux avec un corps central entouré d'ailes plus étroites. Il n'incluait pas de logement de fonction pour le chef de gare ce qui suggère une construction sans étages. Ses façades pourraient inclure des motifs en croisillons, signature de la compagnie, qui sont avérés sur les gares de Theux et Spa.